# シェレフ・エロウル
シェレフ・エロウル（Şeref Eroğlu、1975年11月25日-）は、トルコのレスリング選手。2004年アテネオリンピックレスリンググレコローマンスタイル66kg級の銀メダリストである。

## 実績
- オリンピック
  - 2004年アテネオリンピック: 銀メダル
- 世界選手権
  - 優勝: 1997年
  - 2位: 1998年、1999年
- ヨーロッパ選手権
  - 優勝: 1994年、1996年、1998年、2001年、2002年、2003年
  - 2位: 1997年
  - 3位: 1999年、2006年